# William A. Massey

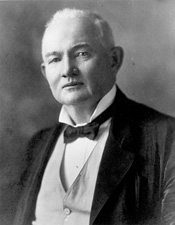
William A. Massey

William Alexander Massey, född 7 oktober 1856 i Trumbull County, Ohio, död 5 mars 1914 nära Litchfield, Nevada, var en amerikansk republikansk politiker och jurist. Han representerade delstaten Nevada i USA:s senat 1912-1913.
Massey studerade vid Union Christian College och Indiana Asbury University (numera DePauw University). Han studerade sedan juridik och inledde 1877 sin karriär som advokat i Indiana. Han flyttade 1886 till Kalifornien och året efter vidare till Nevada. Han tjänstgjorde som domare i Nevadas högsta domstol 1896-1902.
Senator George S. Nixon avled 1912 i ämbetet och Massey blev utnämnd till senaten. Han efterträddes i januari 1913 av demokraten Key Pittman.
Massey avled 1914 och gravsattes på Mountain View Cemetery i Reno.